# Tomi Sallinen
Tomi Sallinen (* 11. února 1989, Espoo) je finský hokejový útočník hrající za tým Kiekko-Espoo ve finské Liize.

## Statistiky

### Klubové statistiky
| Sezóna                   | Klub                     | Soutěž                   |     | Základní část | Základní část | Základní část | Základní část | Základní část |   | Play off | Play off | Play off | Play off | Play off |
| Sezóna                   | Klub                     | Soutěž                   | Z   | G             | A             | B             | TM            | Z             | G | A        | B        | TM       |          |          |
| 2007/08                  | Espoo Blues              | SM-l 20                  | 8   | 8             | 13            | 21            | 0             | —             | — | —        | —        | —        |          |          |
| 2007/08                  | Espoo Blues              | SM-l                     | 29  | 3             | 2             | 5             | 2             | 17            | 1 | 3        | 4        | 2        |          |          |
| 2007/08                  | Finsko U20               | Mestis                   | 5   | 1             | 3             | 4             | 0             | —             | — | —        | —        | —        |          |          |
| 2008/09                  | Espoo Blues              | SM-l                     | 51  | 4             | 9             | 13            | 18            | 11            | 0 | 2        | 2        | 0        |          |          |
| 2008/09                  | Finsko U20               | Mestis                   | 1   | 1             | 1             | 2             | 0             | —             | — | —        | —        | —        |          |          |
| 2009/10                  | Espoo Blues              | SM-l 20                  | 1   | 0             | 1             | 1             | 0             | —             | — | —        | —        | —        |          |          |
| 2009/10                  | Espoo Blues              | SM-l                     | 57  | 7             | 13            | 20            | 8             | 3             | 1 | 1        | 2        | 0        |          |          |
| 2010/11                  | Espoo Blues              | SM-l                     | 41  | 5             | 5             | 10            | 4             | 18            | 2 | 3        | 5        | 16       |          |          |
| 2011/12                  | Espoo Blues              | SM-l                     | 47  | 5             | 10            | 15            | 8             | 10            | 0 | 0        | 3        | 0        |          |          |
| 2012/13                  | Espoo Blues              | SM-l                     | 58  | 12            | 23            | 35            | 55            | —             | — | —        | —        | —        |          |          |
| 2013/14                  | Espoo Blues              | SM-l                     | 58  | 14            | 13            | 27            | 37            | 7             | 3 | 8        | 11       | 0        |          |          |
| 2014/15                  | Leksands IF              | SHL                      | 54  | 19            | 17            | 36            | 4             | —             | — | —        | —        | —        |          |          |
| 2015/16                  | Djurgårdens IF           | SHL                      | 46  | 8             | 24            | 32            | 30            | 7             | 0 | 1        | 1        | 0        |          |          |
| 2016/17                  | Neftěchimik Nižněkamsk   | KHL                      | 19  | 2             | 1             | 3             | 8             | —             | — | —        | —        | —        |          |          |
| 2016/17                  | Kunlun Red Star          | KHL                      | 30  | 6             | 4             | 10            | 10            | 2             | 0 | 0        | 0        | 0        |          |          |
| 2017/18                  | EHC Kloten               | NLA                      | 46  | 8             | 14            | 22            | 18            | —             | — | —        | —        | —        |          |          |
| 2018/19                  | Färjestad BK             | SHL                      | 9   | 1             | 3             | 4             | 0             | —             | — | —        | —        | —        |          |          |
| 2018/19                  | Brynäs IF                | SHL                      | 24  | 3             | 8             | 11            | 4             | —             | — | —        | —        | —        |          |          |
| 2019/20                  | Brynäs IF                | SHL                      | 52  | 11            | 16            | 27            | 12            | —             | — | —        | —        | —        |          |          |
| 2020/21                  | Brynäs IF                | SHL                      | 41  | 5             | 12            | 17            | 12            | —             | — | —        | —        | —        |          |          |
| 2021/22                  | Brynäs IF                | SHL                      | 48  | 8             | 10            | 18            | 12            | 3             | 1 | 0        | 1        | 0        |          |          |
| 2022/23                  | HC Kometa Brno           | ČHL                      | 16  | 0             | 7             | 7             | 4             | —             | — | —        | —        | —        |          |          |
| 2022/23                  | Luleå HF                 | SHL                      | 28  | 1             | 3             | 4             | 4             | 9             | 1 | 0        | 1        | 0        |          |          |
| 2023/24                  | Malmö Redhawks           | SHL                      | 20  | 1             | 4             | 5             | 4             | —             | — | —        | —        | —        |          |          |
| Liiga (SM-liiga) celkově | Liiga (SM-liiga) celkově | Liiga (SM-liiga) celkově | 341 | 50            | 75            | 125           | 132           | 66            | 7 | 20       | 27       | 18       |          |          |
| SHL celkově              | SHL celkově              | SHL celkově              | 322 | 57            | 97            | 154           | 82            | 31            | 7 | 3        | 10       | 4        |          |          |

### Reprezentace
| Rok                       | Tým                       | Soutěž                    | Z  | G | A | B | TM |
| ------------------------- | ------------------------- | ------------------------- | -- | - | - | - | -- |
| 2007                      | Finsko18                  | MS-18                     | 6  | 2 | 0 | 2 | 0  |
| 2008                      | Finsko20                  | MS-20                     | 6  | 0 | 1 | 1 | 0  |
| 2009                      | Finsko20                  | MS-20                     | 6  | 2 | 3 | 5 | 0  |
| 2014                      | Finsko                    | MS                        | 7  | 0 | 0 | 0 | 2  |
| 2016                      | Finsko                    | MS                        | 10 | 0 | 2 | 2 | 0  |
| 2017                      | Finsko                    | MS                        | 4  | 1 | 1 | 2 | 2  |
| Juniorská kariéra celkově | Juniorská kariéra celkově | Juniorská kariéra celkově | 18 | 4 | 4 | 8 | 0  |
| Seniroská kariéra celkově | Seniroská kariéra celkově | Seniroská kariéra celkově | 21 | 1 | 3 | 4 | 4  |